# Temporada 2013 de Deutsche Tourenwagen Masters

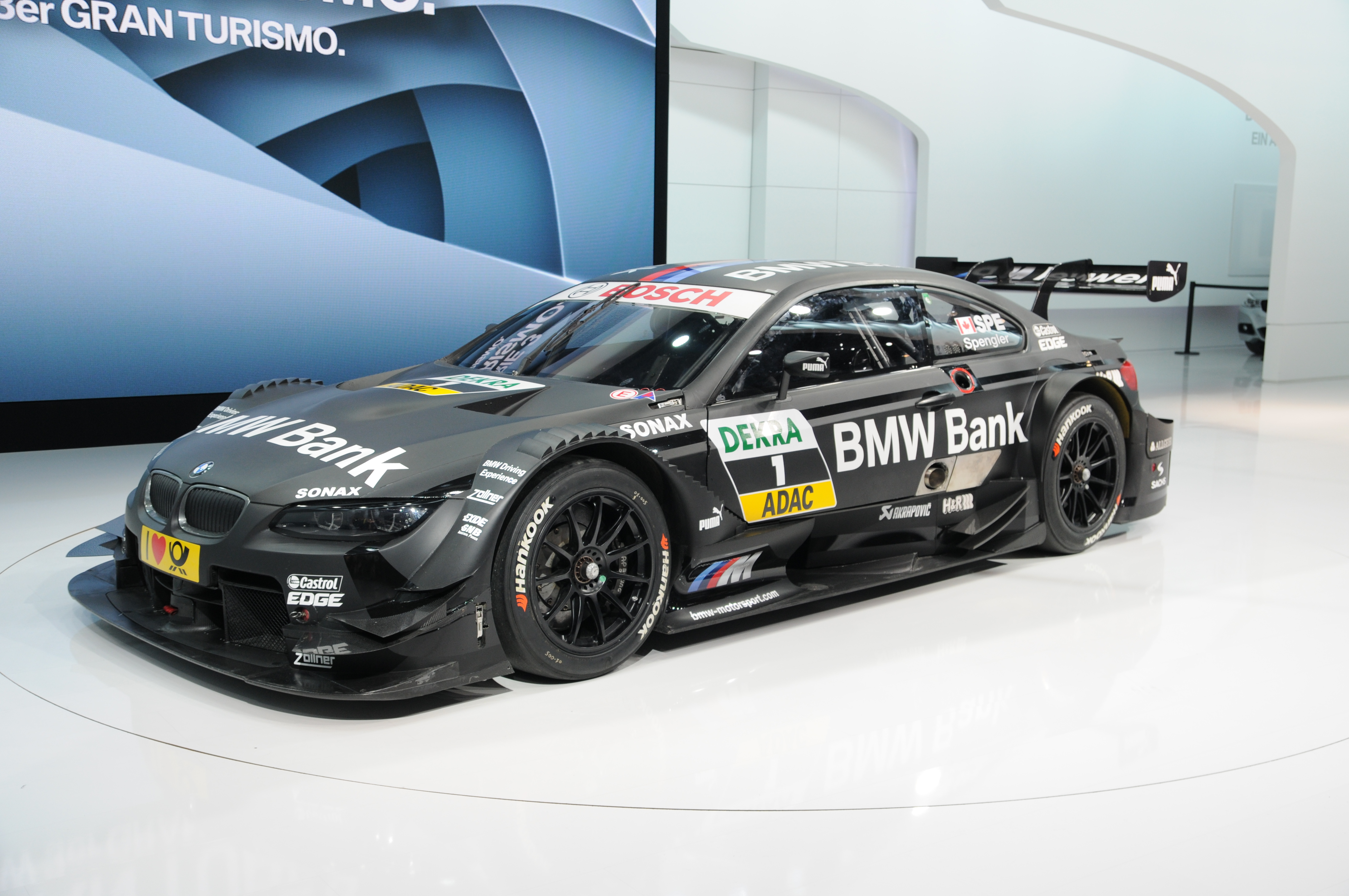
BMW M3 DTM, uno de los coches que participaron en la temporada 2013 de DTM

La temporada 2013 de DTM será la decimocuarta temporada desde la nueva etapa que empezó en el año 2000.
El piloto canadiense Bruno Spengler es el defensor del título de pilotos. BMW defenderá el título de constructores, mientras que la escudería BMW Team Schnitzer intentará repetir el éxito de la temporada pasada ganando el título de escuderías.

## Escuderías y pilotos
| Constructor   | Coche                    | Escudería           | N.º | Pilotos            | Rondas |
| ------------- | ------------------------ | ------------------- | --- | ------------------ | ------ |
| BMW           | BMW M3 DTM               | BMW Team Schnitzer  | 1   | Bruno Spengler     | 1-10   |
| BMW           | BMW M3 DTM               | BMW Team Schnitzer  | 2   | Dirk Werner        | 1-10   |
| BMW           | BMW M3 DTM               | BMW Team RBM        | 7   | Augusto Farfus     | 1-10   |
| BMW           | BMW M3 DTM               | BMW Team RBM        | 8   | Joey Hand          | 1-10   |
| BMW           | BMW M3 DTM               | BMW Team RMG        | 15  | Martin Tomczyk     | 1-10   |
| BMW           | BMW M3 DTM               | BMW Team RMG        | 16  | Andy Priaulx       | 1-10   |
| BMW           | BMW M3 DTM               | BMW Team MTEK       | 21  | Marco Wittmann     | 1-10   |
| BMW           | BMW M3 DTM               | BMW Team MTEK       | 22  | Timo Glock         | 1-10   |
| Mercedes-Benz | DTM AMG Mercedes C-Coupé | HWA Team            | 3   | Gary Paffett       | 1-10   |
| Mercedes-Benz | DTM AMG Mercedes C-Coupé | HWA Team            | 4   | Roberto Merhi      | 1-10   |
| Mercedes-Benz | DTM AMG Mercedes C-Coupé | HWA Team            | 9   | Christian Vietoris | 1-10   |
| Mercedes-Benz | DTM AMG Mercedes C-Coupé | HWA Team            | 10  | Robert Wickens     | 1-10   |
| Mercedes-Benz | DTM AMG Mercedes C-Coupé | Mücke Motorsport    | 17  | Daniel Juncadella  | 1-10   |
| Mercedes-Benz | DTM AMG Mercedes C-Coupé | Mücke Motorsport    | 18  | Pascal Wehrlein    | 1-10   |
| Audi          | Audi RS5 DTM             | Team Rosberg        | 5   | Edoardo Mortara    | 1-10   |
| Audi          | Audi RS5 DTM             | Team Rosberg        | 6   | Filipe Albuquerque | 1-10   |
| Audi          | Audi RS5 DTM             | Abt Sportsline      | 11  | Mattias Ekström    | 1-10   |
| Audi          | Audi RS5 DTM             | Abt Sportsline      | 12  | Jamie Green        | 1-10   |
| Audi          | Audi RS5 DTM             | Phoenix Racing      | 19  | Mike Rockenfeller  | 1-10   |
| Audi          | Audi RS5 DTM             | Phoenix Racing      | 20  | Miguel Molina      | 1-10   |
| Audi          | Audi RS5 DTM             | Audi Sport Team Abt | 23  | Timo Scheider      | 1-10   |
| Audi          | Audi RS5 DTM             | Audi Sport Team Abt | 24  | Adrien Tambay      | 1-10   |

### Cambios de escuderías
- En la pasada temporada, BMW compitió con seis coches. En esta temporada, la marca alemana decidió expandir el número de coches hasta ocho. La escudería BMW Team MTEK hará su primera participación en Hockenheimring.
- El equipo Persson Motorsport no participará en esta temporada, por lo que Mercedes participará con solo seis coches.

### Cambios de pilotos
- David Coulthard: El piloto escocés deja el DTM para ser comentarista de carreras de la Fórmula 1 en la BBC.
- Raher Frey: La piloto suiza se une al programa de Audi's GT y por lo tanto, no participará en esta temporada.
- Timo Glock: El piloto germano que viene de la Fórmula 1, debutará en el DTM en esta temporada en el nuevo equipo de BMW: BMW Team MTEK.
- Jamie Green: El inglés pilotará para Audi. En la pasada temporada pilotó para Mercedes.
- Daniel Juncadella: El español disputará su primera carrera en el DTM con Mercedes tras haber participado en la Fórmula 3 Euroseries.
- Pascal Werhlein: Exactamente lo mismo que Daniel Juncadella.
- Ralf Schumacher: El expiloto de la Fórmula 1 se retira de la competición.
- Marco Wittmann: Debutará en el DTM con BMW en la nueva escudería BMW Team MTEK.
- Susie Wolff: Se retira del DTM tras disputar seis temporadas con Mercedes.

## Calendario
| Ronda | Circuito       | Fecha            | Pole position      | Ganador           | 2º puesto         | 3º puesto          | Vuelta rápida      |
| ----- | -------------- | ---------------- | ------------------ | ----------------- | ----------------- | ------------------ | ------------------ |
| 1     | Hockenheimring | 5 de mayo        | Timo Scheider      | Augusto Farfus    | Dirk Werner       | Christian Vietoris | Augusto Farfus     |
| 2     | Brands Hatch   | 19 de mayo       | Mike Rockenfeller  | Mike Rockenfeller | Bruno Spengler    | Robert Wickens     | Gary Paffett       |
| 3     | Red Bull Ring  | 2 de junio       | Bruno Spengler     | Bruno Spengler    | Marco Wittmann    | Timo Glock         | Marco Wittmann     |
| 4     | Lausitz        | 16 de junio      | Christian Vietoris | Gary Paffett      | Mike Rockenfeller | Christian Vietoris | Mike Rockenfeller  |
| 5     | Norisring      | 14 de julio      | Robert Wickens     | No hubo ganador   | Robert Wickens    | Christian Vietoris | Christian Vietoris |
| 6     | Moscow Raceway | 4 de agosto      | Mike Rockenfeller  | Mike Rockenfeller | Mattias Ekström   | Augusto Farfus     | Adrien Tambay      |
| 7     | Nürburgring    | 18 de agosto     | Augusto Farfus     | Robert Wickens    | Augusto Farfus    | Christian Vietoris | Pascal Wehrlein    |
| 8     | Oschersleben   | 15 de septiembre | Jamie Green        | Augusto Farfus    | Mike Rockenfeller | Jamie Green        | Joey Hand          |
| 9     | Zandvoort      | 29 de septiembre | Marco Wittmann     | Augusto Farfus    | Mike Rockenfeller | Timo Scheider      | Marco Wittmann     |
| 10    | Hockenheimring | 20 de octubre    | Bruno Spengler     | Timo Glock        | Roberto Merhi     | Bruno Spengler     | Christian Vietoris |

## Clasificación

### Puntuación
Sistema de puntuación:
| Posición | 1st | 2nd | 3rd | 4th | 5th | 6th | 7th | 8th | 9th | 10th |
| Puntos   | 25  | 18  | 15  | 12  | 10  | 8   | 6   | 4   | 2   | 1    |

### Clasificación de pilotos
| Pos | Piloto             | HOC | BRH | RBR | LAU | NOR | MOS | NÜR | OSC | ZAN | HOC | Pts |
| --- | ------------------ | --- | --- | --- | --- | --- | --- | --- | --- | --- | --- | --- |
| 1   | Mike Rockenfeller  | 8   | 1   | 4   | 2   | 5   | 1   | 4   | 2   | 2   | 16  | 142 |
| 2   | Augusto Farfus     | 1   | Ret | 6   | 12  | 16  | 3   | 2   | 1   | 1   | 11  | 116 |
| 3   | Bruno Spengler     | 5   | 2   | 1   | 7   | 6   | 19  | 14  | 21† | 20  | 3   | 82  |
| 4   | Christian Vietoris | 3   | 8   | 7   | 3   | 3   | 10  | 3   | 18  | 15  | 7   | 77  |
| 5   | Robert Wickens     | Ret | 3   | 12  | 4   | 2   | 12  | 1   | 22† | 16  | 18  | 70  |
| 6   | Gary Paffett       | 4   | 6   | 9   | 1   | 18† | 5   | 17  | 6   | 9   | 9   | 69  |
| 7   | Mattias Ekström    | Ret | 7   | 5   | 8   | DSQ | 2   | 13  | 7   | 4   | 4   | 68  |
| 8   | Marco Wittmann     | 9   | 4   | 2   | 21† | 10  | 15  | 7   | 12  | 5   | 21† | 49  |
| 9   | Timo Glock         | Ret | 13  | 3   | 14  | 13  | 16  | 18  | 15  | 18  | 1   | 40  |
| 10  | Timo Scheider      | 6   | 9   | 16  | 20  | Ret | 9   | Ret | 5   | 3   | 13  | 37  |
| 11  | Jamie Green        | 14  | 15  | 18  | 5   | 19† | 6   | 9   | 3   | 13  | 12  | 35  |
| 12  | Joey Hand          | 7   | 5   | Ret | 15  | 8   | 7   | Ret | 16  | 7   | 20  | 32  |
| 13  | Dirk Werner        | 2   | 12  | 8   | 13  | 11  | 8   | 15  | 13  | 21† | 8   | 30  |
| 14  | Adrien Tambay      | Ret | 18  | 11  | 11  | 15  | 4   | 6   | 9   | 6   | 14  | 30  |
| 15  | Roberto Merhi      | 10  | 16  | 20  | 10  | 7   | 14  | 19  | 14  | Ret | 2   | 26  |
| 16  | Daniel Juncadella  | 12  | 20  | 13  | 6   | 4   | 18  | Ret | 17  | 17  | 10  | 21  |
| 17  | Miguel Molina      | 15  | 11  | 14  | 16  | 14  | Ret | 8   | 8   | 10  | 5   | 19  |
| 18  | Filipe Albuquerque | 16  | 17  | 17  | 18  | 12  | 13  | 11  | 4   | 8   | Ret | 16  |
| 19  | Martin Tomczyk     | 13  | 14  | Ret | 19  | Ret | 17  | 5   | 20† | 11  | 19  | 10  |
| 20  | Andy Priaulx       | 17† | 19  | 19  | 22  | 9   | 20  | 16  | 19  | 19  | 6   | 10  |
| 21  | Edoardo Mortara    | Ret | 21† | 15  | 9   | 17† | Ret | 12  | 10  | 14  | 15  | 3   |
| 22  | Pascal Wehrlein    | 11  | 10  | 10  | 17  | 20† | 11  | 10  | 11  | 12  | 17  | 3   |
| Pos | Piloto             | HOC | BRH | RBR | LAU | NOR | MOS | NÜR | OSC | ZAN | HOC | Pts |

| Color     | Resultado                                                               |
| --------- | ----------------------------------------------------------------------- |
| Oro       | Ganador                                                                 |
| Plata     | 2.ª plaza                                                               |
| Bronce    | 3.ª plaza                                                               |
| Verde     | Finalizó en los puntos                                                  |
| Azul      | Finalizó sin puntos                                                     |
| Azul      | NC - No clasificado                                                     |
| Violeta   | Ret - No terminó (Carrera)                                              |
| Rojo      | DNQ - No se clasificó                                                   |
| Negro     | DSQ - Descalificado                                                     |
| Blanco    | DNS - No empezó (carrera)                                               |
| Blanco    | WD - Retirado (fin de semana)                                           |
| Blanco    | C - Carrera cancelada                                                   |
| Sin color | DNP - Inscrito pero no participó                                        |
| Sin color | INJ - Lesionado                                                         |
| Sin color | EX - Excluido                                                           |
| Estado    | Resultado                                                               |
| Negrita   | Pole position                                                           |
| Cursiva   | Vuelta rápida                                                           |
| †         | Abandona, pero clasifica al completar el porcentaje requerido para ello |

- *Ekström ganó la carrera, pero fue descalificado después por probarse que tras la carrera se le había introducido agua en el mono, para aumentar el peso. Se mantuvieron el resto de posiciones, es decir, esa carrera no tuvo ganador.

### Clasificación de escuderías
| Pos | Escudería                      | N.º | HOC | BRH | RBR | LAU | NOR | MOS | NÜR | OSC | ZAN | HOC | Pts |
| --- | ------------------------------ | --- | --- | --- | --- | --- | --- | --- | --- | --- | --- | --- | --- |
| 1   | Audi Sport Team Phoenix        | 19  | 8   | 1   | 4   | 2   | 5   | 1   | 4   | 2   | 2   | 16  | 161 |
| 1   | Audi Sport Team Phoenix        | 20  | 15  | 11  | 14  | 16  | 14  | Ret | 8   | 8   | 10  | 5   | 161 |
| 2   | BMW Team RBM                   | 7   | 1   | Ret | 6   | 12  | 16  | 3   | 2   | 1   | 1   | 11  | 148 |
| 2   | BMW Team RBM                   | 8   | 7   | 5   | Ret | 15  | 8   | 7   | Ret | 16  | 7   | 20  | 148 |
| 3   | HWA Team                       | 9   | 3   | 8   | 7   | 3   | 3   | 10  | 3   | 18  | 15  | 7   | 147 |
| 3   | HWA Team                       | 10  | Ret | 3   | 12  | 4   | 2   | 12  | 1   | 22† | 16  | 18  | 147 |
| 4   | BMW Team Schnitzer             | 1   | 5   | 2   | 1   | 7   | 6   | 19  | 14  | 21† | 20  | 3   | 112 |
| 4   | BMW Team Schnitzer             | 2   | 2   | 12  | 8   | 13  | 11  | 8   | 15  | 13  | 21† | 8   | 112 |
| 5   | Audi Sport Team Abt Sportsline | 11  | Ret | 7   | 5   | 8   | DSQ | 2   | 13  | 7   | 4   | 4   | 103 |
| 5   | Audi Sport Team Abt Sportsline | 12  | 14  | 15  | 18  | 5   | 19† | 6   | 9   | 3   | 13  | 12  | 103 |
| 6   | HWA Team                       | 3   | 4   | 6   | 9   | 1   | 18  | 5   | 17  | 6   | 9   | 9   | 95  |
| 6   | HWA Team                       | 4   | 10  | 16  | 20  | 10  | 7   | 14  | 19  | 14  | Ret | 2   | 95  |
| 7   | BMW Team MTEK                  | 21  | 9   | 4   | 2   | 21† | 10  | 15  | 7   | 12  | 5   | 21† | 89  |
| 7   | BMW Team MTEK                  | 22  | Ret | 13  | 3   | 14  | 13  | 16  | 18  | 15  | 18  | 1   | 89  |
| 8   | Audi Sport Team Abt            | 23  | 6   | 9   | 16  | 20  | Ret | 9   | Ret | 5   | 3   | 13  | 67  |
| 8   | Audi Sport Team Abt            | 24  | Ret | 18  | 11  | 11  | 15  | 4   | 6   | 9   | 6   | 14  | 67  |
| 9   | Mücke Motorsport               | 17  | 12  | 20  | 13  | 6   | 4   | 18  | Ret | 17  | 17  | 10  | 24  |
| 9   | Mücke Motorsport               | 18  | 11  | 10  | 10  | 17  | 20† | 11  | 10  | 11  | 12  | 17  | 24  |
| 10  | BMW Team RMG                   | 15  | 13  | 14  | Ret | 19  | Ret | 17  | 5   | 20† | 11  | 19  | 20  |
| 10  | BMW Team RMG                   | 16  | 17† | 19  | 19  | 22† | 9   | 20  | 16  | 19  | 19  | 6   | 20  |
| 11  | Audi Sport Team Rosberg        | 5   | Ret | 21† | 15  | 9   | 17  | Ret | 12  | 10  | 14  | 15  | 19  |
| 11  | Audi Sport Team Rosberg        | 6   | 16  | 17  | 17  | 18  | 12  | 13  | 11  | 4   | 8   | Ret | 19  |
| Pos | Piloto                         | N.º | HOC | BRH | RBR | LAU | NOR | MOS | NÜR | OSC | ZAN | HOC | Pts |

### Clasificación de constructores
| Pos | Constructor   | HOC | BRH | RBR | LAU | NOR | MOS | NÜR | OSC | ZAN | HOC | Pts |
| --- | ------------- | --- | --- | --- | --- | --- | --- | --- | --- | --- | --- | --- |
| 1   | BMW           | 61  | 40  | 70  | 6   | 15  | 25  | 34  | 25  | 41  | 52  | 369 |
| 2   | Audi          | 12  | 33  | 22  | 34  | 10  | 65  | 26  | 65  | 58  | 22  | 347 |
| 3   | Mercedes-Benz | 28  | 28  | 9   | 61  | 51  | 11  | 41  | 8   | 2   | 27  | 266 |
| Pos | Constructor   | HOC | BRH | RBR | LAU | NOR | MOS | NÜR | OSC | ZAN | HOC | Pts |

- Datos: Q1652937
- Multimedia: 2013 in Deutsche Tourenwagen Masters / Q1652937